# Baía de Harpon
A Baía de Harpon é uma baía de 1 milha de largura, situada a curta distância do leste da Baía de Mercer na parte sul da Baía Oeste de Cumberland, Geórgia do Sul. Foi mapeada primeiramente pela Expedição Antártica Sueca, 1901-04, sob o comando de Otto Nordenskjöld. Mais tarde foi pesquisada pelo South Georgia Survey no período de 1951-57, e batizada pelo UK-APC com o nome de um navio de carga da Compañía Argentina de Pesca, Grytviken, desde 1922.
 Este artigo incorpora material em domínio público  de United States Geological Survey   , documento "Baía de Harpon" (conteúdo do Geographic Names Information System).